# José Luis Restán
José Luis Restán Martínez (Madrid, 1958) es un periodista español. Dirige de lunes a jueves El Espejo, la edición religiosa diaria de la Cadena COPE y es el jefe de contenidos y de la programación religiosa, director editorial y ajunto al presidente de dicha radio.

## Biografía

### Inicios
Nace en Madrid en 1958. Es Ingeniero de Caminos, pero abandonó pronto el ejercicio de la profesión para poner en marcha la edición española de la revista 30 Giorni: 30 días en la Iglesia y en el mundo. Estudia después Ciencias de la Información en la Universidad de Navarra, y en 1990 comienza a trabajar en la Cadena COPE de radio.

### Radio y televisión
En la emisora episcopal ha sido redactor de los servicios informativos de COPE y presenta el espacio de información religiosa diaria de COPE, entre los que destacan El Espejo que actualmente presenta.
Dirige el apartado de programación socio-religiosa de la COPE entre enero de 2000 y julio de 2006. También dirigió el programa semanal Pueblo en camino de Popular TV.
Participó en programas de debate de 13TV.
Actualmente es director de contenidos de COPE,  jefe de programación religiosa de dicha cadena, director editorial y presidente adjunto de Radio Popular (COPE). También dirige el programa diario de actualidad eclesiástica de la Cadena COPE: El Espejo. En ocasiones especiales colabora en 13TV para temas religiosos.

### Prensa
Fundó la revista Páginas para el Mes en 1996.  Ha trabajado con las revistas Alfa y omega (suplemento religioso del periódico ABC) y Mundo Cristiano.  Junto a un grupo de jóvenes periodistas, fundó en 1996 la revista Páginas para el mes. Colaboró en el suplemento semanal Iglesia Digital en la página web de Libertad Digital.
Escribió también artículos en el periódico ABC.
Actualmente sigue escribiendo en el semanario católico de información Alfa y Omega y en ocasiones escribe artículos para ABC en la sección de Religión. También colabora con columnas de opinión en el sitio web Religión en Libertad.

### Vida personal
Está casado y tiene tres hijos.